# Emberiza affinis
Escrevedeira-d'uropígio-castanho ou escrevedeira-do-sael (Emberiza affinis) é uma espécie de ave da família Emberizidae.
Pode ser encontrada nos seguintes países: Benin, Burkina Faso, Camarões, República Centro-Africana, Chade, República Democrática do Congo, Costa do Marfim, Etiópia, Gâmbia, Gana, Guiné, Guiné-Bissau, Quénia, Mali, Mauritânia, Níger, Nigéria, Senegal, Sudão, Togo e Uganda.
Os seus habitats naturais são: florestas subtropicais ou tropicais húmidas de baixa altitude.